# Sinister 2
Sinister 2 (engl. „unheilvoll“) ist ein 2015 erschienener Horrorfilm des amerikanischen Regisseurs Ciaran Foy und die Fortsetzung des Horrorfilms Sinister aus dem Jahr 2012. Das Drehbuch wurde von Scott Derrickson und C. Robert Cargill verfasst.
Der Film wurde am 21. August 2015 in den US-amerikanischen Kinos veröffentlicht; in Deutschland am 17. September 2015.

## Handlung
Courtney Collins hat sich von ihrem prügelnden Ehemann Clint getrennt und ist mit ihren beiden neunjährigen Söhnen Dylan und Zach heimlich in ein leerstehendes Haus gezogen. Dylan wird von Albträumen geplagt. Er sieht andere Kinder, unter ihnen Milo, der ihn in den Keller lockt. Dort soll Dylan Filme auf einem alten Super-8-Projektor anschauen. Die Filme zeigen anfangs ein heiles Familienleben, bevor eines der anwesenden Kinder die anderen Familienmitglieder auf brutale Weise tötet. Dylan schaut die Filme nur widerwillig.
Der Ex-Deputy "Soundso" ist derweil auf der Suche nach weiteren Opfern und Gebäuden des Fluchs des Bughuuls (siehe Teil 1). Einer der Vorfälle geschah in der Kirche auf dem Nachbargrundstück, weswegen der Deputy beide Gebäude verbrennen möchte. Da das Wohnhaus mittlerweile durch die Collins bewohnt ist, geht sein Vorhaben nicht auf. Auf der Suche nach einer Alternative freundet er sich mit Courtney und Dylan an. Zach findet heraus, dass Dylan Kontakt zu den Geisterkindern hat, und fühlt sich übergangen. Daher verprügelt er seinen Bruder, weil er sich als der Bessere von beiden fühlt. Währenddessen hat Clint den Aufenthaltsort seiner Kinder und Ehefrau herausgefunden. Soundso wehrt den Eingriff der hinzugezogenen State Troopers mit juristischen Gründen ab, so dass auch Clint wieder abzieht. Kurz darauf muss Soundso zu Dr. Stomberg reisen, weil dieser neue Erkenntnisse über den Bughuul hat.
In dessen Abwesenheit erringt Clint einen rechtsfähigen Beschluss und nimmt die Kinder und Ehefrau mit zu sich nach Hause. Es zeigt sich, dass die Geisterkinder im Auftrag des Bughuuls arbeiten und neue Kinder dazu verleiten, ihre Eltern und Geschwister zu töten. Dylan ist aber nicht ihr Ziel, vielmehr sollte er seinen Bruder Zach provozieren, so dass dieser mit noch größerem Enthusiasmus sein Werk ausführt. Da Clint dem Ex-Deputy jeglichen Kontakt verbietet, verzweifelt Letzterer beinahe an den absehbaren Konsequenzen, die durch den Bughuul drohen. Doch Dylan bittet ihn per Kurznachricht um Hilfe.
Zach hat die anderen drei Familienmitglieder überwältigt und gekreuzigt. Er dreht alles auf einem Super-8-Film, auf dem er bereits vorher eine Picknickszene mit der Familie aufgezeichnet hatte. Zach zündet seinen Vater an, der qualvoll verbrennt. Als er eine neue Lunte zünden will, wird er von Soundsos Auto angefahren. Soundso kann Dylan und Courtney befreien und durch ein Maisfeld fliehen. Zach ist ihnen mit einer Sichel auf den Fersen, mit der er Soundso schwer an der Hand verletzt. Sie flüchten ins Haus und verstecken sich. Die Geisterkinder helfen ihm bei der Suche. Soundso schafft es, die Super-8-Kamera zu zerstören, so dass der Film nicht zu Ende gedreht werden kann. Dies erzürnt den Bughuul, so dass dieser Zach tötet. Dabei geht das Haus in Flammen auf. Soundso, Courtney und Dylan können dem Feuer entkommen.
In der Abschlussszene befindet sich der Ex-Deputy in einem Motelzimmer, in dem plötzlich der Bughuul erscheint.

## Kritik
Der Film bekam 12 % bei 60 Rezensionen auf der Filmkritik-Sammlungsseite Rotten Tomatoes.

„Sinister 2 ist in vieler Hinsicht ein würdiger und spannender Nachfolger, der sowohl Kennern des Originals wie auch Nichtkennern zu empfehlen ist. Er schwächelt jedoch durch seine Vorhersehbarkeit, Logikmacken und ein abstruses Ende. Zudem führt die Vertiefung des Mysteriums um Bughuul zwar zu vielen spannenden neuen Aspekten, jedoch auch zu einem neuen Fokus, der manchmal albern wirkt.“

## Produktion
Bereits im März 2013 kündigte Regisseur Scott Derrickson die Fortsetzung von Sinister an. Er werde jedoch nicht mehr als Regisseur auftreten, sondern zusammen mit C. Robert Cargill erneut das Drehbuch verfassen. Am 17. April 2014 wurde Ciaran Foy als Regisseur des Films angekündigt.
Die Dreharbeiten begannen am 19. August 2014 in Chicago und dauerten ca. 6 Wochen. Drehorte waren unter anderem in Kankakee und dem Grant Park.